# Robert Sab
Robert Sab (* 7. November 1954 in Troyes) ist ein ehemaliger französischer Fußballspieler und -trainer.

## Spielerkarriere
Der Mittelfeldspieler begann das Fußballspielen in seiner Kindheit und wurde nach seiner Entdeckung durch Talentscouts des RC Lens mit 15 Jahren in die Jugendabteilung des Profiklubs aufgenommen. Trotz einer großen Konkurrenz schaffte er 1975 mit 20 Jahren unter Trainer Arnold Sowinski den Sprung in die erste Mannschaft; neben gelegentlichen Einsätzen in der höchsten französischen Spielklasse gelang ihm sein Debüt im Europapokal der Pokalsieger. In den darauffolgenden Jahren nahm der junge Spieler einen Stammplatz ein, auch wenn er 1978 den Abstieg in die Zweitklassigkeit hinnehmen musste; am direkten Wiederaufstieg war er mit neun Torerfolgen beteiligt. Obwohl er nach dem Aufstieg weiterhin zu den Leistungsträgern zählte, wurde sein Vertrag 1980 nicht verlängert.
Einen neuen Arbeitgeber fand er im Ligakonkurrenten AJ Auxerre, den er im Abstiegskampf unterstützen sollte. Trotz eines Platzes in der Stammelf kam es dort zu regelmäßigen Konflikten mit Auxerres langjährigem Trainer Guy Roux, woraufhin Sab dem Verein 1982 den Rücken kehrte. Im selben Jahr unterschrieb er beim Zweitligisten OGC Nizza, mit dem er im Verlauf der Spielzeit 1982/83 knapp am Aufstieg scheiterte. 
Dank entsprechender Leistungen erreichte er 1983 dennoch die Rückkehr in die oberste Liga, da er ein Angebot von der AS Saint-Étienne annahm. Allerdings hatte er bei Saint-Étienne lediglich die Rolle eines Ergänzungsspielers inne und erlebte auf diese Weise am Ende seines ersten Jahres dort den Abstieg. Trotzdem schaffte er in der Saison 1984/85 nicht den Sprung in die Stammelf, auch wenn er häufiger auflaufen durfte, und scheiterte zudem am Wiederaufstieg. Obwohl er in der zweiten Liga eine derart geringe Rolle gespielt hatte, war es mit dem Le Havre AC 1985 ein Erstligist, der zu seinem neuen Arbeitgeber wurde; darüber hinaus avancierte Sab in Le Havre zum Stammspieler. Zweimal hielt er mit der Mannschaft die Klasse, bevor er sich 1987 mit 32 Jahren nach 234 Erstligapartien mit 18 Toren und 70 Zweitligapartien mit 17 Toren für eine Beendigung seiner Profilaufbahn entschied.

## Trainerkarriere
Sab setzte seine Spielerkarriere von 1987 bis 1989 bei einem Amateurverein aus Mandelieu-la-Napoule fort und übernahm im Anschluss daran die Verantwortung als Trainer des Klubs; dieses Amt führte er bis 1991 aus. Von 1991 bis 1992 besetzte er dieselbe Position bei einem Verein aus Beaulieu-sur-Mer, gab diese jedoch auf, als er bei der AS Cannes als Zuständiger für die Jugendabteilung eingestellt wurde. 1996 kehrte er zum RC Lens zurück, wo er zunächst als Trainer der Reserveauswahl arbeitete und 1999 die Verantwortung für die Jugend übernahm. 2001 wurde er als Co-Trainer der katarischen Nationalelf eingestellt; über weitere Aktivitäten ist nichts bekannt.